# Villeny
Villeny é uma comuna francesa na região administrativa do Centro, no departamento de Loir-et-Cher. Estende-se por uma área de 33,98 km². Em 2010 a comuna tinha 493 habitantes (densidade: 14,5 hab./km²).